# 第206回国会
第206回国会（だい206かいこっかい）とは、2021年（令和3年）11月10日に召集された特別国会である。会期は同年11月12日までの3日間。

## 概要
2021年（令和3年）10月31日に投票が行われた第49回衆議院議員総選挙を受けて召集された。
日本国憲法の規定により、召集日に第1次岸田内閣が総辞職したことを受け、内閣総理大臣指名選挙が行われ、岸田文雄が内閣総理大臣に再任され第2次岸田内閣が成立した。
本国会で「平成生まれの国会議員」が初めて登院した。

## 内閣総理大臣指名選挙
11月10日に衆参両院の本会議で内閣総理大臣指名選挙が実施され、結果は以下のとおりとなった。
| 内閣総理大臣指名選挙（衆議院） |            |              |           |
| 氏名                           | 氏名       | 所属政党     | 得票数    |
|                                | 岸田文雄   | 自由民主党   | 297 / 465 |
|                                | 枝野幸男   | 立憲民主党   | 108 / 465 |
|                                | 片山虎之助 | 日本維新の会 | 41 / 465  |
|                                | 玉木雄一郎 | 国民民主党   | 11 / 465  |
|                                | 吉良州司   | 無所属       | 5 / 465   |
|                                | 山本太郎   | れいわ新選組 | 3 / 465   |

| 内閣総理大臣指名選挙（参議院） |            |              |           |
| 氏名                           | 氏名       | 所属政党     | 得票数    |
|                                | 岸田文雄   | 自由民主党   | 141 / 242 |
|                                | 枝野幸男   | 立憲民主党   | 60 / 242  |
|                                | 片山虎之助 | 日本維新の会 | 15 / 242  |
|                                | 玉木雄一郎 | 国民民主党   | 15 / 242  |
|                                | 山本太郎   | れいわ新選組 | 3 / 242   |
|                                | 嘉田由紀子 | 無所属       | 2 / 242   |
|                                | 渡辺喜美   | 無所属       | 2 / 242   |
|                                | 伊藤孝恵   | 国民民主党   | 1 / 242   |
|                                | 伊波洋一   | 無所属       | 1 / 242   |
|                                | 白票       |              | 2 / 242   |

## 各党・会派の議席数
| 計465、2021年（令和3年）11月12日時点 - 自由民主党 - 262 - 立憲民主党・無所属 - 97 - 日本維新の会 - 41 - 公明党 - 32 - 国民民主党・無所属クラブ - 11 - 日本共産党 - 10 - 有志の会 - 5 - れいわ新選組 - 3 - 無所属 - 4 - 欠員 - 0 | 計245、2021年（令和3年）11月12日時点 - 自由民主党・国民の声 - 111 - 立憲民主・社民 - 45 - 公明党 - 28 - 国民民主党・新緑風会 - 16 - 日本維新の会- 15 - 日本共産党 - 13 - 沖縄の風 - 2 - れいわ新選組 - 2 - 碧水会 - 2 - みんなの党 - 2 - 各派に属しない議員 - 7 - 欠員 - 2 |

## 今国会の動き

### 召集前
- 10月19日 - 自由民主党の高階恵美子参議院議員が衆議院議員総選挙出馬のため失職。
- 10月21日 - 北村経夫の失職に伴い、参議院比例区にて次点の比嘉奈津美が繰り上げ当選。
- 10月24日 - 統一補欠選挙
  - 参議院静岡県選挙区補欠選挙で無所属の山﨑真之輔が当選。
  - 参議院山口県選挙区補欠選挙で自由民主党の北村経夫が当選。
  - 参議院神奈川県選挙区では選挙を行わなかったため、本選挙後、参議院は欠員3となった。
- 10月29日 - 高階恵美子の失職に伴い、参議院比例区にて次点の竹内功が繰り上げ当選。
- 10月31日
  - 第49回衆議院議員総選挙。
  - 岸田文雄首相が特別国会を11月10日にも召集すると報じられる[6]。
- 11月1日 - 総選挙の開票が終わり、衆議院の全議席確定。
- 11月2日 - 立憲民主党代表の枝野幸男が、総選挙敗北の責任を取り、第206回国会最終日に代表を辞任することを党執行役員会で表明[7]。
- 11月4日
  - 無所属の緒方林太郎、北神圭朗、吉良州司、仁木博文、福島伸享の5名の衆議院議員が院内会派「有志の会」を結成。
  - 無所属の山﨑真之輔参議院議員が国民民主党会派に入会[8]。
- 11月5日 - 無所属の細野豪志衆議院議員が自由民主党に入党[9]。

### 会期中
- 11月10日 - 召集。
  - この時点で、参議院議員2人が欠員。
  - 無所属の平沼正二郎衆議院議員が自由民主党に入党。
  - 無所属の米山隆一衆議院議員が立憲民主党会派に入会。
  - 第1次岸田内閣が総辞職。
  - 衆議院本会議で議長と副議長の選挙が行われ、議長に細田博之（自由民主党）、副議長に海江田万里（立憲民主党）を選出[10]。
  - 衆議院と参議院の本会議で内閣総理大臣指名選挙が行われ、岸田文雄を第101代首相に指名。
  - 第2次岸田内閣が発足。
- 11月12日 - 会期末。
  - 開会式[11]。

## 委員会・審査会・調査会
| 委員会・審査会                                     | 委員長・会長 | 所属会派           |
| -------------------------------------------------- | ------------ | ------------------ |
| 内閣委員会                                         | 上野賢一郎   | 自由民主党         |
| 総務委員会                                         | 赤羽一嘉     | 公明党             |
| 法務委員会                                         | 鈴木馨祐     | 自由民主党         |
| 外務委員会                                         | 城内実       | 自由民主党         |
| 財務金融委員会                                     | 薗浦健太郎   | 自由民主党         |
| 文部科学委員会                                     | 義家弘介     | 自由民主党         |
| 厚生労働委員会                                     | 橋本岳       | 自由民主党         |
| 農林水産委員会                                     | 平口洋       | 自由民主党         |
| 経済産業委員会                                     | 古屋範子     | 公明党             |
| 国土交通委員会                                     | 中根一幸     | 自由民主党         |
| 環境委員会                                         | 関芳弘       | 自由民主党         |
| 安全保障委員会                                     | 大塚拓       | 自由民主党         |
| 国家基本政策委員会                                 | 渡海紀三朗   | 自由民主党         |
| 予算委員会                                         | 根本匠       | 自由民主党         |
| 決算行政監視委員会                                 | 原口一博     | 立憲民主党・無所属 |
| 議院運営委員会                                     | 山口俊一     | 自由民主党         |
| 懲罰委員会                                         | 山井和則     | 立憲民主党・無所属 |
| 災害対策特別委員会                                 | 小里泰弘     | 自由民主党         |
| 政治倫理の確立及び公職選挙法改正に関する特別委員会 | 浜田靖一     | 自由民主党         |
| 沖縄及び北方問題に関する特別委員会                 | 奥野総一郎   | 立憲民主党・無所属 |
| 北朝鮮による拉致問題等に関する特別委員会           | 長島昭久     | 自由民主党         |
| 消費者問題に関する特別委員会                       | 松島みどり   | 自由民主党         |
| 科学技術・イノベーション推進特別委員会             | 井上英孝     | 日本維新の会       |
| 東日本大震災復興特別委員会                         | 伊藤忠彦     | 自由民主党         |
| 原子力問題調査特別委員会                           | 赤沢亮正     | 自由民主党         |
| 地方創生に関する特別委員会                         | 石田真敏     | 自由民主党         |
| 憲法審査会                                         | 森英介       | 自由民主党         |
| 情報監視審査会                                     | 小野寺五典   | 自由民主党         |
| 政治倫理審査会                                     | 吉野正芳     | 自由民主党         |

| 委員会・審査会・調査会                       | 委員長・会長 | 所属会派             |
| -------------------------------------------- | ------------ | -------------------- |
| 内閣委員会                                   | 森屋宏       | 自由民主党・国民の声 |
| 総務委員会                                   | 浜田昌良     | 公明党               |
| 法務委員会                                   | 山本香苗     | 公明党               |
| 外交防衛委員会                               | 長峯誠       | 自由民主党・国民の声 |
| 財政金融委員会                               | 佐藤信秋     | 自由民主党・国民の声 |
| 文教科学委員会                               | 太田房江     | 自由民主党・国民の声 |
| 厚生労働委員会                               | 小川克巳     | 自由民主党・国民の声 |
| 農林水産委員会                               | 上月良祐     | 自由民主党・国民の声 |
| 経済産業委員会                               | 石橋通宏     | 立憲民主・社民       |
| 国土交通委員会                               | 斎藤嘉隆     | 立憲民主・社民       |
| 環境委員会                                   | 徳永エリ     | 立憲民主・社民       |
| 国家基本政策委員会                           | 上田清司     | 国民民主党・新緑風会 |
| 予算委員会                                   | 山本順三     | 自由民主党・国民の声 |
| 決算委員会                                   | 野村哲郎     | 自由民主党・国民の声 |
| 行政監視委員会                               | 吉田忠智     | 立憲民主・社民       |
| 議院運営委員会                               | 水落敏栄     | 自由民主党・国民の声 |
| 懲罰委員会                                   | 室井邦彦     | 日本維新の会         |
| 災害対策特別委員会                           | 佐々木さやか | 公明党               |
| 沖縄及び北方問題に関する特別委員会           | 榛葉賀津也   | 国民民主党・新緑風会 |
| 政治倫理の確立及び選挙制度に関する特別委員会 | 松村祥史     | 自由民主党・国民の声 |
| 北朝鮮による拉致問題等に関する特別委員会     | 山谷えり子   | 自由民主党・国民の声 |
| 政府開発援助等に関する特別委員会             | 松下新平     | 自由民主党・国民の声 |
| 地方創生及び消費者問題に関する特別委員会     | 石井浩郎     | 自由民主党・国民の声 |
| 東日本大震災復興特別委員会                   | 那谷屋正義   | 立憲民主・社民       |
| 国際経済・外交に関する調査会                 | 鶴保庸介     | 自由民主党・国民の声 |
| 国民生活・経済に関する調査会                 | 芝博一       | 立憲民主・社民       |
| 資源エネルギーに関する調査会                 | 宮澤洋一     | 自由民主党・国民の声 |
| 憲法審査会                                   | 中川雅治     | 自由民主党・国民の声 |
| 情報監視審査会                               | 藤井基之     | 自由民主党・国民の声 |
| 政治倫理審査会                               | 有村治子     | 自由民主党・国民の声 |